# Thang Luu
Thang Luu is een professionele pokerspeler uit de Verenigde Staten. Hij won het $1.500 Omaha Hi-Low Split-8 or Better toernooi van de World Series of Poker twee jaar achter elkaar, in 2008 en 2009. Hij eindigde op de tweede plek van dit toernooi in 2007.

## World Series of Poker bracelets
| Jaar | Toernooi                              | Prijs    |
| ---- | ------------------------------------- | -------- |
| 2008 | $1,500 Omaha Hi-Low Split-8 or Better | $243,342 |
| 2009 | $1,500 Omaha Hi-Low Split-8 or Better | $263,135 |